# Maggie McNamara
Maggie McNamara (Nueva York, 18 de junio de 1928 - 18 de febrero de 1978) fue una modelo y actriz estadounidense de cine y televisión nominada al Premio Óscar en 1953 a la Mejor actriz por su trabajo en The Moon Is Blue.

## Vida personal
En marzo de 1951, McNamara se casó con el actor y director David Swift. La pareja no tuvo hijos y se divorciaron en algún momento indeterminado de los años 1950. Él se volvió a casar en 1957, mientras que McNamara no, aunque mantuvo una relación con el guionista Walter Bernstein.

## Últimos años y muerte
Maggie McNamara tuvo su última aparición delante de las cámaras en el programa televisivo Alfred Hitchcock presenta. Después de eso, el futuro profesional de McNamara se torció negro. No volvió a ser llamada para más papeles, y sobrevivió el resto de su vida trabajando como mecanógrafa.
El 18 de febrero de 1978, McNamara fue encontrada muerta en el sofá de su apartamento de Nueva York. Había ingerido una sobredosis de pastillas para dormir y tranquilizantes y dejó una nota de suicidio en el piano. De acuerdo con los informes de la policía, se supo que tenía un historial de enfermedades mentales. Varios amigos suyos afirmaron que padecía de episodios de depresión aguda. Su cuerpo fue enterrado en el cementerio de Saint Charles en Farmingdale (Nueva York).

## Filmografía
| Año  | Título                      | Papel                 | Notas                                                            |
| ---- | --------------------------- | --------------------- | ---------------------------------------------------------------- |
| 1953 | The Moon Is Blue            | Patty O'Neill         | Nominada: Óscar a Mejor actriz                                   |
| 1953 | Die Jungfrau auf dem Dach   | Turista               | No acreditada Reconocida como chica en el tejado                 |
| 1954 | Three Coins in the Fountain | Maria Williams        |                                                                  |
| 1955 | Prince of Players           | Mary Devlin Booth     |                                                                  |
| 1963 | El cardenal                 | Florrie Fermoyle      |                                                                  |
| 1963 | Ben Casey                   | Dede Blake            | Episodio: "The Last Splintered Spoke of the Old Burlesque Wheel" |
| 1963 | The Twilight Zone           | Barbara "Bunny" Blake | Episodio: "Ring-a-Ding Girl"                                     |
| 1964 | The Great Adventure         | Laura Drake           | Episodio: "The Colonel from Connecticut"                         |
| 1964 | The Greatest Show on Earth  | Moira O'Kelley        | Episodio: "Clancy"                                               |
| 1964 | Alfred Hitchcock presenta   | Pamela                | Episodio: "Body in the Barn"                                     |

## Premios y distinciones
Premios Óscar
| Año  | Categoría               | Película        | Resultado |
| ---- | ----------------------- | --------------- | --------- |
| 1954 | Oscar a la mejor actriz | La luna es azul | Nominada  |